# Çarşamba (Istambul)
Çarşamba é um bairro de Istambul, Turquia, que faz parte do distrito de Fatih e está situada dentro das Muralhas de Constantinopla. Encontra-se na encosta virada para a margem sul do Corno de Ouro, ao lado, mas mais acima do bairro de Fener.
É uma das áreas mais conservadoras e islâmicas da cidade. No bairro existem diversos monumentos bizantinos, como as igrejas transformadas em mesquitas de Fethiye (antiga Igreja de Pammakaristos) e Hirami Ahmet Paxá (antiga Igreja de São João Batista).
Çarşamba significa "quarta-feira" em turco e um dos eventos importantes do bairro é o Çarşamba Pazarı (mercado de quarta-feira), o qual tem lugar todas as quartas-feiras, mas segundo o escritor otomano do século XVII Evliya Çelebi, o nome do bairro provém da cidade de Çarşamba, na província de Samsun, região do Mar Negro, de onde vieram as pessoas que repovoaram essa parte da cidade após a conquista turca no século XV.
Além das igrejas bizantinas, no bairro encontram-se também alguns türbe (mausoléus) e outras mesquitas, como por exemplo a de Mehmed Ağa, situado nos limites do bairro, e que também se supõe ter sido uma igreja bizantina. No bairro existiram diversos madraçais (escolas islâmicas), tekkes (espécie de mosteiros islâmicos), bibliotecas e hamans (balneários). Uma das escolas secundárias privadas mais antigas e prestigiadas de Istambul, a Darüşşafaka Lisesi, atualmente sedeada em Maslak, foi criada em Çarşamba em 1863.